# Кам'янка (Бердянський район)
Ка́м'янка — село в Україні, у Чернігівській селищній громаді Бердянського району Запорізької області на лівому березі р. Токмак. Населення становить 113 осіб (1 січня 2015). До 2016 орган місцевого самоврядування — Стульневська сільська рада. До перейменування мало назву Гамбер.
Село тимчасово окуповане російськими військами 24 лютого 2022 року.

## Географія
Село Кам'янка розташоване на лівому березі річки Токмак, недалеко від місця злиття її з річкою Каїнкулак в річку Токмакчка, вище за течією на відстані 3 км розташоване село Стульневе. На відстані 1,5 км розташоване селище Стульневе. Відстань до центру громади становить близько 16 км і проходить автошляхом Т 0813.
З північного боку с. Кам'янка створено ботанічний заказник «Водоохоронна зона» площею 3 га (Рішення Запорізького облвиконкому від 28.05.1980 р. № 253)

## Історія

### XIXст.
Засноване німцями-менонітами з колонії Молочна в 1863 році. Це наймолодша менонітська колонія в Чернігівському районі. Названо її було Гамберг. Сплановане село було за правилами сільськогосподарського товариства для 26 повних та 3 малих господарств на 1735 десятинах землі. На середину 80-х років XIX століття у ЗО будинках проживало 187 жителів. Заняттям селян було землеробство та скотарство. В селі було 25 повних, 2 половинних та 5 малих господарств на 1770 десятинах землі. Працювало сільське училище, церкви не було. Більшість жителів села були членами церкви колонії Шензеє.

### XXст.
У 1908 році в селі працювали вітряний млин X. Еннса, цегельня П. Каспера, розсадник дерев Г. Хюберта та садово-городній центр Д. Хюберта.
7 (20) листопада 1917 року, відповідно до Третього Універсалу Української Центральної Ради, увійшло до складу Української Народної Республіки.
у буремні роки громадянської війни та більшовицьких експериментів значна частина менонітів емігрувала до Америки.
Після революції в селі з'явилася перша українська сім'я Кудлаїв, які були пастухами. В результаті колективізації в селі розкуркулили і вислали де Сибіру десять сімей, і утворили колгосп «Комуніст».
У 1934 році поблизу села організовують Стульневський кар'єр, першим директором якого став А. Дєєв. Після цього етнічний склад населення села різко змінюється, крім німців, на кар'єрі працюють люди більш, ніж 10 національностей, більшість з них поселяється в Гамберзі. У зв'язку з цим, поряд з початковою школою з німецькою мовою навчання, у селі відкривають таку ж школу з українською мовою навчання. Напередодні війни в селі проживало 349 чоловік, 227 з яких — німці.
Зазнало населення села і репресій 30-х років, коли 46 жителів села було репресовано, серед них Штоббе Г. Я., практично, всі вони загинули в сталінських таборах, при чому репресовані були як німці, так і люди інших національностей.
З початком війни все чоловіче населення німецької національності, здатне носити зброю, було репресоване і відправлене до концтаборів, серед них Берген П. Г., Нейфельд А. Д., Нейфельд І. Д. та ще 37 чоловік. Переважна більшість з них загинула там. З приходом нацистів у селі було встановлено окупаційний режим, до рабської праці в Німеччину було забрано 4 молодих жителів села.
На фронтах Німецько-радянської війни захищали Батьківщину 13 жителів села, 7 жителів села загинули.
Під час відступу нацисти забрали з собою німецьке населення села, а будинки спалили.
Після війни село отримало нинішню назву, у його відбудові брали участь жителі навколишніх сіл, що поселилися тут.
У 1950 році місцевий колгосп було об'єднано з іншими колгоспами сільради в один — ім. Горького з центром у с. Стульневе. Кам'янка стала бригадним селом. У селі будуються господарські споруди, жителі села працюють на Стульневському спецкар'ері та в місцевому колгоспі. За післявоєнні роки 10 жителів села нагороджено урядовими нагородами.
Поступово село потрапляє в розряд неперспективних, у 1977 році закривають місцеву школу, молодь від'їздить з села.

### XXIст.
У селі проживають переважно пенсіонери. Молодь працює на підприємствах селища Стульневе та в сільгосппідприємствах.
12 червня 2020 року, відповідно до Розпорядження Кабінету Міністрів України від  № 713-р «Про визначення адміністративних центрів та затвердження територій територіальних громад Запорізької області», увійшло до складу Чернігівської селищної громади.
17 липня 2020 року після ліквідації Чернігівського району село увійшло до Бердянського району.

## Населення
За даними перепису населення 2001 року, у селі мешкало 136 осіб. Мовний склад населення був таким:
| Мова       | Число ос. | Відсоток |
| ---------- | --------- | -------- |
| українська | 131       | 96,32    |
| російська  | 5         | 3,68     |

## Економіка
- Стульневський гранітний кар'єр.